# Шарканське сільське поселення
Шарка́нське сільське поселення (рос. Шарканское сельское поселение — муніципальне утворення у складі Шарканського району Удмуртії, Росія. Адміністративний центр — село Шаркан.
Населення — 7704 особи (2015; 7575 в 2012, 7673 в 2010).

## Склад
До складу поселення входять такі населені пункти:
| Населений пункт         | Населення, осіб (2010) | Населення, осіб (2012) |
| ----------------------- | ---------------------- | ---------------------- |
| Бакіно, присілок        | 14                     | 16                     |
| Великий Біліб, присілок | 55                     | 54                     |
| Кіпун, присілок         | 494                    | 495                    |
| Куреггурт, присілок     | 35                     | 35                     |
| Малий Біліб, присілок   | 86                     | 84                     |
| Мукабан, присілок       | 6                      | 4                      |
| Пуж'єгурт, присілок     | 4                      | 4                      |
| Сушково, присілок       | 38                     | 38                     |
| Тітово, присілок        | 199                    | 199                    |
| Шаркан, село            | 6614                   | 6523                   |
| Шонер, присілок         | 128                    | 123                    |